# تانكريد هوتفيل
تانكريد هوتفيل (980 - 1041) كان سيدًا نورمانيًا من القرن الحادي عشر لا يعرف عنه الكثير. تكمن أهيمته التاريخية بشكل كامل في إنجازات أبنائه وذريته في وقت لاحق. كان نبيلًا قاصرًا قرب قسطنس في كونتنتان. نشأت أساطير مختلفة حول تانكريد لا يدعمها أي دليل معاصر.